# Kamikiria plagiata
Kamikiria plagiata là một loài bọ cánh cứng trong họ Cerambycidae.